# Cratere Martin
Martin  è un cratere sulla superficie di Marte.